# 喜多村徹雄
喜多村 徹雄（きたむら てつお、1976年7月 - ）は、日本の作家である。奈良県出身。群馬大学共同教育学部准教授。専門は絵画。

## 来歴・人物
- 1947年12月 奈良県天理市に生まれる
- 1966年3月 奈良県立奈良高等学校卒業
- 2000年3月 金沢美術工芸大学美術工芸学部絵画科油画専攻卒業
- 2002年3月 金沢美術工芸大学大学院美術工芸研究科絵画専攻修士課程修了
- 2005年3月 金沢美術工芸大学大学院美術工芸研究科美術工芸専攻博士課程修了。博士（芸術）の学位を取得[1]
- 2007年10月 群馬大学教育学部美術教育講座講師
- 2011年11月 群馬大学教育学部美術教育講座准教授

## 研究分野
主に絵画
- 現代の造形活動における作者・作品・鑑賞者相互関係の変容と、制作と発表活動を伴う実践的研究

- 現代美術と鑑賞の可能性
- 参加型作品における鑑賞様態の変質

## 著書・論文

### 論文
- 『見ることのイリュージョン ―平面視と立体把握に関する考察―』（河 守美，喜多村 徹雄，紺谷 武，嚴 聖道，金田 明彦著、「美術工芸研究」金沢美術工芸大学大学院年報、2005年）
- 『視ることの強度 ―コードとしてのフレームを超えて―』 （金沢美術工芸大学大学院美術工芸研究科[博士学位論]、2006年）

## 受賞
- 1998年 個展（以後'01、'02）
- 2000年 毎日現代日本美術展 入選
- 2001年 熊谷守一美術展 入選（'03入選）
- 2003年 ターナー ACRYL AWARD
- 2004年 トウキョウワンダーウォール2004 トウキョウワンダーウォール賞受賞
- 2005年 平成16年度金沢市学生公募展 優秀賞